# Das Boot (Lied)
Das Boot ist ein Lied des deutschen Musikers und Komponisten Klaus Doldinger. Der Song erschien im Jahr 1981 als Titelmelodie zum gleichnamigen Film Das Boot. Er ist auf dem zugehörigen Soundtrack Das Boot – Die Original Filmmusik enthalten und wurde im September 1981 als Single ausgekoppelt. 1991 veröffentlichte das deutsche Musikprojekt U 96 eine Coverversion des Liedes im Technostil, die sich zu einem europaweiten Erfolg entwickelte.

## Hintergrund
Der ursprüngliche Song ist ein reines Instrumentalstück, dessen Musik von Klaus Doldinger geschrieben und produziert wurde. Das Lied ist im gleichnamigen Film Das Boot zu hören und erreichte nach Singleveröffentlichung Platz 62 der deutschen Singlecharts, in denen es sich neun Wochen lang halten konnte.
| ChartsChartplatzierungen | Höchstplatzierung | Wochen |
| ------------------------ | ----------------- | ------ |
| Deutschland (GfK)        | 62 (9 Wo.)        | 9      |

## Coverversion von U 96
Am 29. Oktober 1991 veröffentlichte das deutsche Musikprojekt U 96 eine Coverversion des Liedes im Technostil. Der Song wurde als erste Single aus ihrem gleichnamigen Debütalbum Das Boot ausgekoppelt und avancierte zu einem der ersten kommerziell erfolgreichen Technosongs in Deutschland.

### Inhalt
Der Coverversion wurde ein von einer Roboterstimme gesprochener Text hinzugefügt, dessen Inhalt sich sowohl um den Einsatz des U-Boots U 96 im Zweiten Weltkrieg, als auch um Musik und Tanzen dreht. Dabei sind Wörter aus englischer und deutscher Sprache vermischt.

“Techno

Emergency

Maximum velocity

Und tanzen

One-two-three-techno

Das Boot”

### Produktion
Die Coverversion wurde von den Mitgliedern des Projekts U 96 produziert, das selbst aus dem Trio Matiz und dem DJ Alex Christensen (AC 16) bestand. Dabei blieb die Grundmelodie von Klaus Doldingers Originalversion erhalten und wurde durch elektronische Klänge ergänzt.

### Musikvideo
Bei dem zu Das Boot gedrehten Musikvideo führte der Regisseur Peter Claridge Regie. Es verzeichnet auf YouTube über zwölf Millionen Aufrufe (Stand April 2023).
Das Video enthält fast ausschließlich Szenen aus dem gleichnamigen Film Das Boot von Wolfgang Petersen aus dem Jahr 1981, zu dem der Originalsong produziert wurde. Zu Beginn startet das U-Boot U 96 mit seiner Mannschaft zu einem Einsatz im Zweiten Weltkrieg. Bald darauf gelangt es in einen heftigen Sturm, wobei die Crewmitglieder gegen die Fluten und um ihr Überleben kämpfen. Schließlich treffen sie auf feindliche Schiffe und müssen den Rückzug antreten. Am Ende kommen sie im Hafen an, wo das U-Boot jedoch von feindlichen Flugzeugen angegriffen und versenkt wird. Während die Roboterstimme spricht, werden teilweise die Bandmitglieder des Musikprojekts U 96 eingeblendet.

### Single

#### Covergestaltung
Die Single wurde in drei verschiedenen Versionen mit unterschiedlichen Covern veröffentlicht. Das Cover der Standard-Version ist in grellen Farben gehalten und zeigt das U-Boot U 96 in hellblauem Wasser. Rechts im Bild befindet sich der Schriftzug U 96 in einem Fadenkreuz, während der Titel Das Boot in Rot am oberen Bildrand steht. Das Singlecover der Remixversion ist schwarz-weiß gehalten und zeigt groß den weißen Schriftzug U 96 sowie ein Fadenkreuz. Oben im Bild steht der schwarze Schriftzug Das Boot und am linken Bildrand befindet sich das Wort Remix in Weiß. Die UK-Single ziert ein ähnliches Cover wie das zugehörige Album. Es zeigt ein Gesicht, das eine Schutzbrille trägt und den Mund aufreißt. Vor dem Mund befindet sich der blaue Schriftzug Das Boot, während links oben senkrecht geschrieben der schwarze Schriftzug U 96 vor einem Fadenkreuz steht. Am rechten Bildrand steht zudem das Wort Emergency in Weiß.

#### Titellisten
Single
1. Das Boot (Techno-Version) – 5:14
2. Tiefenrausch – 4:18
3. Das Boot (Trigger Version) – 5:14

Remix-Single
1. Das Boot (Ecstacy on Board Version) – 4:56
2. Das Boot (Echo Version) – 4:56
3. Das Boot (Speed Version) – 4:45

UK-Single
1. Das Boot – 3:32
2. Das Boot (Mickey Finn Full Version) – 5:26
3. Das Boot (Techno-Version) – 5:15
4. Das Boot (Echo Mix) – 5:03
5. Das Boot (Speed Version) – 4:51
6. Das Boot (Trigger Version) – 5:14
7. Das Boot (Mickey Finn Instrumental) – 5:25

#### Chartplatzierungen
Das Boot stieg am 9. Dezember 1991 auf Platz 86 in die deutschen Singlecharts ein und erreichte sechs Wochen später die Chartspitze, an der es sich 13 Wochen lang halten konnte. Insgesamt hielt sich der Song 32 Wochen lang in den Top 100, davon 19 Wochen in den Top 10. In Österreich, der Schweiz und Norwegen belegte das Lied ebenfalls Platz eins. Zudem erreichte die Single die Top 10 unter anderem in den Niederlanden und Schweden. In den deutschen Single-Jahrescharts 1992 belegte der Song Position drei.
| ChartsChartplatzierungen     | Höchstplatzierung | Wochen |
| ---------------------------- | ----------------- | ------ |
| Deutschland (GfK)            | 1 (32 Wo.)        | 32     |
| Österreich (Ö3)              | 1 (20 Wo.)        | 20     |
| Schweiz (IFPI)               | 1 (21 Wo.)        | 21     |
| Vereinigtes Königreich (OCC) | 18 (5 Wo.)        | 5      |

| ChartsJahrescharts (1992) | Platzierung |
| ------------------------- | ----------- |
| Deutschland (GfK)         | 3           |
| Österreich (Ö3)           | 4           |
| Schweiz (IFPI)            | 9           |

#### Verkaufszahlen und Auszeichnungen
Das Boot wurde 1992 für mehr als 500.000 Verkäufe in Deutschland mit einer Platin-Schallplatte ausgezeichnet. Im gleichen Jahr erhielt die Single in Österreich für über 25.000 verkaufte Einheiten eine Goldene Schallplatte. Die weltweiten Verkäufe belaufen sich auf mehr als zwei Millionen Exemplare.
| Land/Region        | Auszeichnungen für Musikverkäufe (Land/Region, Auszeichnung, Verkäufe) | Verkäufe |
| ------------------ | ---------------------------------------------------------------------- | -------- |
| Deutschland (BVMI) | Platin                                                                 | 500.000  |
| Österreich (IFPI)  | Gold                                                                   | 25.000   |
| Insgesamt          | 1× Gold · 1× Platin ·                                                  | 525.000  |

### Das Boot 2001
Am 28. Februar 2000 wurde eine neue Version des Songs mit dem Titel Das Boot 2001 veröffentlicht, an der neben U 96 auch die Sängerin Lia Lane beteiligt war. Die Single, zu der auch ein Musikvideo gedreht wurde, erreichte Platz 16 der deutschen Charts und hielt sich elf Wochen in den Top 100.
| ChartsChartplatzierungen | Höchstplatzierung | Wochen |
| ------------------------ | ----------------- | ------ |
| Deutschland (GfK)        | 16 (11 Wo.)       | 11     |
| Österreich (Ö3)          | 12 (11 Wo.)       | 11     |
| Schweiz (IFPI)           | 41 (7 Wo.)        | 7      |

## Weitere Coverversionen
Eine weitere Coverversion des Songs wurde 2006 von den Tunnel Allstars veröffentlicht und erreichte Rang 70 der deutschen Charts.